# Hans-Otto Knackstedt
Hans-Otto Knackstedt (* 1912 in Osnabrück; † 1995) war ein deutscher katholischer Religionspädagoge.

## Leben
Von 1931 bis 1939 studierte er in Münster und am Pontificium Collegium Germanicum et Hungaricum de Urbe in Rom. Nach der 1937 in Rom erfolgten Priesterweihe wurde er 1939 Kaplan in Hannover-Linden. Nach der Promotion 1940 zum Dr. theol. an der Pontificia Università Gregoriana wurde er Pfarrvikar in Wolfsburg, von 1943 bis 1946 Pfarrvikar an der St.-Petrus-Kirche in Wolfenbüttel, 1946 Dozent an der Pädagogischen Hochschule Alfeld, 1955 Professor an der Pädagogischen Hochschule Alfeld sowie Päpstlicher Geheimkämmerer und 1970 Professor an der Pädagogischen Hochschule Hildesheim.

## Schriften (Auswahl)
- Die Theologie der Jungfräulichkeit beim hl. Gregor von Nyssa. Rom 1940, OCLC 251363623.
- Komm, Heiliger Geist. Messfeier für Kinder. Hildesheim 1970, OCLC 73808052.
- Du bist das Licht. Messfeier für Kinder. Hildesheim 1970, OCLC 73704823.
- Messfeiern mit Kindern. Ein Werkbuch. Vorschläge zur Gestaltung von Kindergottesdiensten. Ein Werkbuch. Hildesheim 1980, ISBN 3-87065-039-7.